# Samsungブラウザ

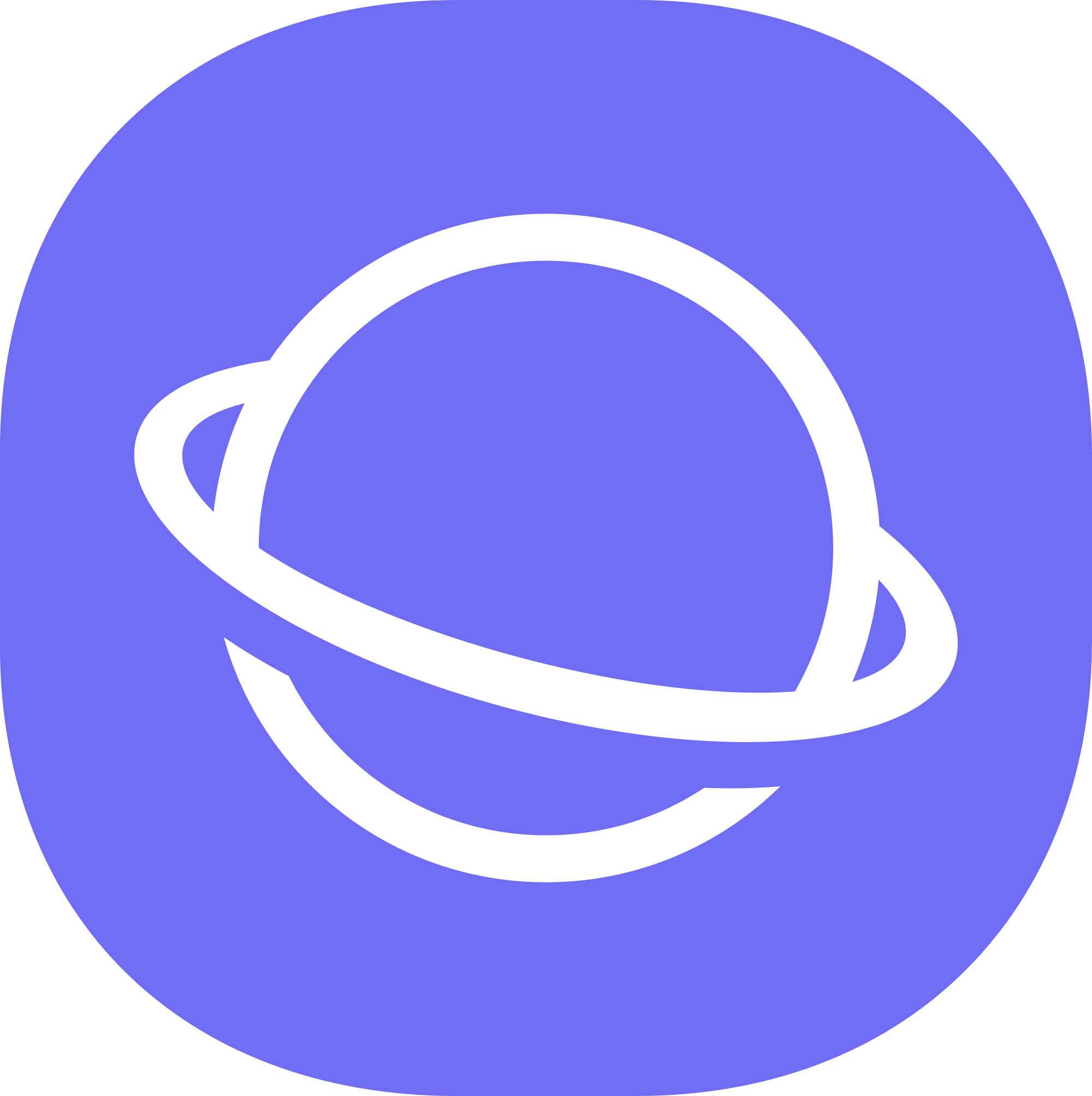
Samsungブラウザのロゴ（Galaxy Experience）

Samsungブラウザ（英: Samsung Internet Browser）は、サムスン電子が開発したスマートフォン、タブレット、PC及びスマートウォッチ向けのモバイルWebブラウザである。オープンソースのChromiumプロジェクトに基づいており、Galaxyデバイスにプリインストールされている。2015年以降、Google Playからダウンロードできるようになった。近年では、Galaxy Storeを介してTizenベースのスマートウォッチでも利用できるようになった。月間アクティブユーザーが約4億人いると推定されており（2016年）、StatCounterによると、2018年5月頃の市場シェアは約4.98％（すべてのChromeバリアントで53.26％）だった。モバイル向けブラウザでは、Google Chrome、Safariに次ぐ世界3位のシェアを誇る。
標準のChromiumコードベースとのコードの相違点のほとんどは、Gear VRや生体認証センサーなど、スマートフォン以外の特殊なデバイスをサポートするために導入されたものである。

## 歴史
2012年、Galaxyデバイスのデフォルトブラウザとして、SamsungブラウザがAndroid標準ブラウザに代わり搭載された。2013年初頭頃、ブラウザベースをChromiumにすることが決定され、2013年後半、最初のChromiumベースのバージョンがGalaxy S4シリーズに搭載された。
Ver4は2016年初頭にリリースされ、シークレットモード、コンテンツカード、フローティングビデオ、ビデオ履歴機能、Webプッシュ、サービスワーカー、カスタムタブ、コンテンツブロッカー拡張機能が追加された。
Ver5は2016年12月16日にリリースされ、ウェブ決済と強化されたビデオアシスタントが追加された。
Ver5.4は、2017年3月にパブリックベータとしてリリースされ、スワイプジェスチャー、クイックメニュー、拡張ナビゲーションページ（中国のみ）、およびコンテンツブロッカーステータスUI（メニュー内）によるタブナビゲーションを追加された。安定版は、Galaxy S8の発売後、2017年5月に全世界でリリースされた。
Ver6.2は2017年10月30日にリリースされ、ハイコントラストモードとナイトモードが追加された。
Ver6.4は2018年2月19日にリリースされ、ダウンロードマネージャーが追加され、デフォルトでWeb Bluetoothが有効になった。
Ver7.2は、2018年6月7日にリリースされ、WebGL2、インターセクションオブザーバー、Webアセンブリ、および保護されたブラウジングが追加された。
Ver7.4は2018年8月19日にリリースされ、インテリジェントスキャンによる認証、カスタマイズされたリーダーモード、ダウンロード履歴の改善が追加された。
Ver8.2は、2018年12月21日にリリースされ、改善されたダウンロードマネージャー、改善されたリーダーモード、バグ修正と安定化、SmartSwitch経由のクイックアクセス同期が追加された。
Ver9.2は2019年4月2日にリリースされ、以前のバージョンで「クイックメニュー」として追加された「ビデオアシスタント」拡張機能が削除され、One UIによるアプリアイコンおよびユーザーインターフェースの再設計が行われた。片手操作、スマートアンチ追跡、すべての画像を保存するオプションが追加された。また、バグ修正および安定化が図られた。
Ver9.2.10.15は2019年5月19日にリリースされ、YouTube Webビデオに+10秒および-10秒のシーク機能を追加し、RAM使用量を最適化し、ダークモードとDeXモードでの虹彩認証での自動ログインに影響する2つのバグを修正された。
Ver9.4は2019年7月22日にリリースされ、QRコードリーダー、タブレットデバイス用のタブマネージャー、Webプッシュ用の通知マネージャー、各タブの履歴ナビゲーション、ビデオ自動再生コントロール、「ホーム画面に追加」中の名前変更機能が追加された。また、バグ修正と安定化が行われた。
Ver10.1.00.27は2019年9月8日にリリースされ、クイックアクセスデータ同期とさらに洗練されたユーザーインターフェイスが追加され、ChromiumがM71にアップグレードされた。また、バグ修正と安定化が行われた。
Ver10.1.01.3は2019年10月3日にリリースされ、右から左に書く言語のブックマーク、履歴、保存ページのバグが修正され、ユーザーインターフェイスが再度改良された。
Ver10.2.00.53は2019年11月24日にリリースされ、ビデオアシスタント、お問い合わせアイコン、Samsungブラウザを使用できるアプリ、カスタマイズ可能なメニュー、更新されたタブマネージャー、再度洗練されたユーザーインターフェイス、改善されたハイコントラストモードなどが追加され、バグも修正された。
Ver10.2.01.10 (Chromium 71)は、2020年1月14日にリリースされ、ピクチャーインピクチャー(PIP)オプションの追加、DeXのStand-aloneモードでの指紋認証機能、スクロールキャプチャの機能強化、特定の状況でのクラッシュなどの問題の修正が行われた。
Ver11.1.1.52 (Chromium 75)は、2020年2月25日にリリースされ、ブラウザ拡張機能の追加(Android Marshmallow以降、Samsungアカウントが必要)、Go To Topボタン等のUI改善、クイックアクセス、バグ修正と安定化、パフォーマンスの向上が行われた。

## サポート状況
Samsungブラウザは、Android 8.0以降またはWindwos 10以降を搭載した端末でサポートしている。
（過去のv5.0のAndroid向けSamsungブラウザは、Android 5.0以降を搭載したGalaxyおよびGoogle Nexusのスマートフォンでのみサポートされていた。）

## 特徴
- 広告ブロック拡張機能
- Gear VRとDeXの統合
- Knox標準サポート
- タブとブックマークの同期
- 読み取り専用モード
- ページ保存
- 生体認証を用いた「シークレットモード」（Knoxでトラップされたデバイスでは使用不可）
- セキュアWeb自動ログイン
- Sペン機能
- サービスワーカーとプッシュAPIのサポート
- 超省電力モード
- ナイトモード